# Stanisław Więciorek
Stanisław Więciorek (ur. 10 kwietnia 1965) – polski rugbysta, wieloletni reprezentant Polski w rugby o największej liczbie występów w kadrze.

## Kariera
Swoją karierę zaczął w lubelskim klubie Budowlanych w wieku 15 lat, a zadebiutował 7 października 1982 w meczu z AZS AWF Warszawa. Po rundzie wiosennej przeniósł się do warszawskiego AZS-u, w którym grał przez następne 1,5 roku i z którym zdobył swój pierwszy tytuł Mistrza Polski. Jego następnymi klubami były francuski SA Vierzon i RC Istres, które reprezentował łącznie 4 lata, po czym wrócił do Budowlanych. W następnych latach, "Więcior" grał naprzemiennie w swoim pierwszym klubie i Lechii Gdańsk, z którą osiągnął największe sukcesy w swojej karierze m.in. zdobył Puchar Polski, czterokrotnie tytuł Mistrza Polski czy tytuł Zawodnika Roku 1995. Między grą w lubelskim klubie jesienią 2005, a grą w Lechii, zanotował półroczny pobyt w poznańskiej Posnanii. Po sezonie 2008/09, zakończył karierę zawodniczą. Teraz uczy WF- u w jednym z lubelskich liceów.

## Gra w reprezentacji
Stanisław Więciorek zagrał w reprezentacji Polski 65 meczów (w tym 45 jako kapitan) zdobywając 103 punkty, na które złożyły się 22 przyłożenia. Jego debiutem w kadrze był mecz z reprezentacją Maroka 12 kwietnia 1987 roku, a jego ostatnim meczem było spotkanie z reprezentacją Chorwacji w Gdyni w dniu 27 października 2007. Za największy jego sukces w reprezentacji można uznać zwycięską grę z reprezentacją Gruzji o trzecie miejsce w Pucharze FIRA w Sopocie w 1997 roku

## Sukcesy

### Sukcesy klubowe
- Mistrzostwo Polski:  1988 (z AZS AWF Warszawa), 1995, 1998, 2000, 2001 (z Lechią Gdańsk)
- Wicemistrzostwo Polski:  1987 (z AZS AWF Warszawa), 1990, 1992 (z Budowlanymi Lublin), 1997 (z Lechią Gdańsk)
- Trzecie miejsce:  1991, 1993 (z Budowlanymi Lublin), 1999, 2004 (z Lechią Gdańsk), 2006 (z Posnanią Poznań)
- Puchar Polski:  1997 (z Lechią Gdańsk), 2002 (z Budowlanymi Lublin, jako trener, w formule U-23), 2004, 2005 (z Lechią Gdańsk).

### Sukcesy indywidualne
- Zawodnik roku 1991, 1992, 1995

## Liczba zdobytych punktów
Uwzględniono tylko mecze ligowe
| Klub              | Liczba meczów | Liczba zdobytych punktów |
| ----------------- | ------------- | ------------------------ |
| Budowlani Lublin  | 129           | 376                      |
| AZS AWF Warszawa: | 23            | 84                       |
| Lechia Gdańsk     | 148           | 831                      |
| Posnania Poznań   | 8             | 45                       |